# 舊阿夫拉米夫卡
49°49′18″N 33°23′27″E / 49.82167°N 33.39083°E
舊阿夫拉米夫卡（羅馬化：Stariavramivka）是烏克蘭中部的村莊，隸屬波爾塔瓦州的盧布尼區。該村處於霍羅爾河右岸，距離斯泰基1.5公里，海拔高度91米，2001年人口564。